# Дом Ленина (Новосибирск)

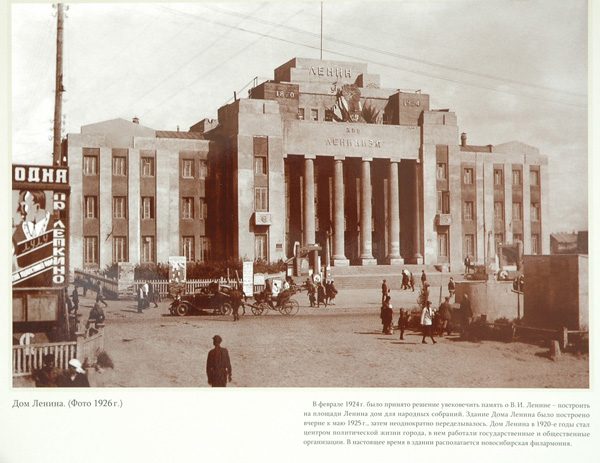
Дом Ленина в 1926 году

Дом Ленина — здание, расположенное в Центральном районе Новосибирска на Красном проспекте (дом № 32). Дом задней стороной выходит на Сквер Героев Революции, фасадом — на Первомайский сквер.
Здание построено в память первого руководителя Советского государства Владимира Ленина в 1925 году. С 1985 года здесь располагается Новосибирская государственная филармония.
Здание является объектом культурного наследия народов России регионального значения.

## История
После смерти В. И. Ленина, в Новониколаевске было решено увековечить память первого руководителя Советского государства. Среди идей встречались и предложения переименовать город, дать ему название Ульянов, но Ульяновском был назван родной город Ленина Симбирск. 10 февраля 1924 года пленум Новониколаевского губкома РКП(б) принял решение о строительстве дома-памятника.
Средства на постройку дома собирались путём отчисления однодневного заработка рабочих и распространения марок «Кирпич на постройку Дома Ленина». Закладка здания состоялась 13 июля 1924 года. Победу на конкурсе проектов одержал проект М. Купцова, представляющий собой традиционное двухэтажное здание «народного дома». Но сразу же началась перестройка здания в стиле «революционного романтизма». Был надстроен ещё один этаж, а центральная часть фасада была дополнена навершием, повторяющим очертания мавзолея В. И. Ленина в Москве. Фронтон был украшен надписью «Ленин умер. Жив ленинизм. 1870—1924». 21 января 1925 года в большом зале состоялось торжественное собрание, посвященное годовщине смерти Ленина. Практически сразу появились идеи новой перестройки здания. Летом 1926 года строительство дома было завершено.
Дом Ленина стал центром политической жизни города и края. В нём работали Новониколаевский окружной комитет партии, первая сибирская широковещательная радиостанция, Сибрадиоцентр, Западно-Сибирский краевой научно-исследовательский институт коммунистического воспитания. Там же разместилась центральная библиотека, краевая научная педагогическая лаборатория, институт повышения квалификации учителей, «Кузбасстрой», общество бывших политкаторжан и ссыльнопоселенцев.
В 1935—1985 годах в здании размещался новосибирский ТЮЗ. В 1937—1938 годах к зданию была пристроена сценическая коробка, перепланирован ряд внутренних помещений. В 1943—1944 годах после ещё одной реконструкции, произведённой В. М. Тейтелем, внешний вид здания был сильно изменён. Были заложены балконы и окна в пилонах, исчез «мавзолей», появился классицистский портик с колоннами.
В 1985 году Дом Ленина был передан на баланс Новосибирской государственной филармонии.